# Caldicot

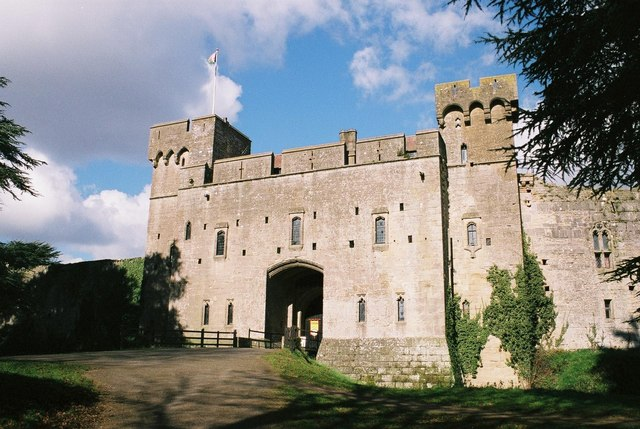
Il castello di Caldicot

Caldicot (in gallese: Cil-y-coed) è una cittadina e community di circa 11.000 abitanti del Galles sud-orientale, facente parte della contea del Monmouthshire e situata nei pressi dell'estuario del fiume Severn, al confine con l'Inghilterra.

## Geografia
Caldicot si trova nella parte meridionale del Monmouthshire, tra Chepstow e Newport (rispettivamente ad est della prima e ad ovest della seconda). È adagiata lungo la sponda settentrionale dell'estuario del fiume Severn.

## Monumenti e luoghi d'interesse

### Architetture militari

#### Castello di Caldicot
Il principale monumento della città è rappresentato dal castello di Caldicot, costruito dai Normanni nell'XI secolo.

## Società

### Evoluzione demografica
Al censimento del 2011, Caldicot contava una popolazione pari a 11.200 abitanti, di cui 5.781 erano donne e 5.655 erano uomini.
La popolazione al di sotto dei 18 anni era pari a 2.195 unità.
La località ha conosciuto un lieve decremento demografico rispetto al 2001, quando contava una popolazione pari a 11.248 abitanti. Il dato è tuttavia tentdente al rialzo: la popolazione stimata per il 2016 era pari infatti a 11.436 abitanti.

## Sport
- La squadra di calcio locale è il Caldicot Town AFC, club fondato nel 1953[6]